# Контерн
Контерн (люксемб. Conter, фр. Contern, нім. Contern) — невелике місто в комуні Контерн, на півдні Люксембургу. Найбільше за кількістю мешканців, та головне місто комуни. Контерн, як і однойменна комуна належать до кантону Люксембург.